# Самійлівська сільська рада (Верхньорогачицький район)
Самі́йлівська сільська́ ра́да — адміністративно-територіальна одиниця та орган місцевого самоврядування в Верхньорогачицькому районі Херсонської області. Адміністративний центр — село Самійлівка.

## Загальні відомості
- Територія ради: 85,881 км²
- Населення ради: 1 030 осіб (станом на 2001 рік)

## Населені пункти
Сільській раді підпорядковані населені пункти:
- с. Самійлівка
- с. Лисиче
- с. Павлівка

## Склад ради
Рада складається з 14 депутатів та голови.
- Голова ради: Гайдаш Любов Миколаївна
- Секретар ради: Телятнікова Тетяна Теодорівна

### Керівний склад попередніх скликань
| Прізвище, ім'я, по батькові | Основні відомості                                                         | Дата обрання | Дата звільнення |
| --------------------------- | ------------------------------------------------------------------------- | ------------ | --------------- |
| Гайдаш Любов Миколаївна     | Сільський голова, 1966 року народження, освіта вища                       | 26.03.2006   | 31.10.2010      |
| Гайдаш Любов Миколаївна     | Сільський голова, 1966 року народження, освіта вища, член Партії регіонів | 31.10.2010   |                 |

Примітка: таблиця складена за даними сайту Верховної Ради України

### Депутати
За результатами місцевих виборів 2010 року депутатами ради стали:

#### За суб'єктами висування
| Суб'єкт висування           | Кількість обраних депутатів | %    |
| --------------------------- | --------------------------- | ---- |
| Партія регіонів             | 9                           | 64,3 |
| Комуністична партія України | 2                           | 14,3 |
| Самовисування               | 2                           | 14,3 |
| Народна партія              | 1                           | 7,1  |

#### За округами
| № округу                    | Прізвище, ім'я, по батькові        | Дата визнання обраним | Освіта             | Партійна приналежність | Відомості про обраного депутата                        |
| --------------------------- | ---------------------------------- | --------------------- | ------------------ | ---------------------- | ------------------------------------------------------ |
| Комуністична партія України |                                    |                       |                    |                        |                                                        |
| 4                           | Романовський Владислав Георгійович | 04.11.2010            | середня            | позапартійний          | тимчасово не працює                                    |
| 8                           | Нечипась Іван Аврамович            | 04.11.2010            | середня            | позапартійний          | пенсіонер                                              |
| Народна Партія              |                                    |                       |                    |                        |                                                        |
| 11                          | Ірза Олександр Володимирович       | 04.11.2010            | середня спеціальна | член Народної партії   | ВАТ «Укртелеком», електромонтер                        |
| Партія регіонів             |                                    |                       |                    |                        |                                                        |
| 1                           | Мерзін Віталій Володимирович       | 04.11.2010            | середня            | член Партії регіонів   | фізична особа-підприємець                              |
| 2                           | Телятнікова Тетяна Теодорівна      | 04.11.2010            | вища               | член Партії регіонів   | Самійлівська сільська рада, секретар                   |
| 3                           | Романовська Тетяна Валеріївна      | 04.11.2010            | вища               | член Партії регіонів   | Самійлівський дитячий садок, завідувачка               |
| 5                           | Телятніков Олександр Вікторович    | 04.11.2010            | вища               | член Партії регіонів   | тимчасово не працює                                    |
| 9                           | Безуменко Іван Петрович            | 04.11.2010            | середня            | член Партії регіонів   | тимчасово не працює                                    |
| 10                          | Михайленко Наталя Сергіївна        | 04.11.2010            | середня спеціальна | член Партії регіонів   | Самійлівський фельдшерсько-акушерський пункт, фельдшер |
| 12                          | Венгер Тетяна Павлівна             | 04.11.2010            | середня            | член Партії регіонів   | Самійлівська сільська рада, інспектор                  |
| 13                          | Рябець Сергій Петрович             | 04.11.2010            | середня            | член Партії регіонів   | фізична особа-підприємець                              |
| 14                          | Хмура Анатолій Гаврилович          | 04.11.2010            | середня            | член Партії регіонів   | тимчасово не працює                                    |
| Самовисування               |                                    |                       |                    |                        |                                                        |
| 6                           | Стаценко Сергій Олександрович      | 04.11.2010            | вища               | позапартійний          | тимчасово не працює                                    |
| 7                           | Кошлань Василь Петрович            | 04.11.2010            | середня            | позапартійний          | фізична особа-підприємець                              |

## Населення
Згідно з переписом УРСР 1989 року чисельність наявного населення сільської ради становила 1128 осіб, з яких 531 чоловік та 597 жінок.
За переписом населення України 2001 року в сільській раді мешкала 1021 особа.

### Мова
Розподіл населення за рідною мовою за даними перепису 2001 року:
| Мова       | Відсоток |
| ---------- | -------- |
| українська | 96,31 %  |
| російська  | 2,91 %   |
| вірменська | 0,68 %   |
| білоруська | 0,10 %   |